# Hiperion (luna)
Hipérion (tudi Hipejron) (grško ‘Υπερίων: 'Yperíon) je Saturnov naravni satelit. Luno so leta 1848 odkrili William Cranch Bond, George Phillips Bond in William Lassell. Oblika Hiperiona je zelo nepravilna, vrtenje kaotično, njegov izgled pa je podoben spužvi.

## Ime
Luna je poimenovana po Hiperionu, enemu od Titanov iz grške mitologije. Označuje se tudi kot Saturn VII.
Odkritje Hiperiona se je zgodilo kmalu po tem, ko je John Herschel predlagal imena za sedem predhodno odkritih Saturnovih lun v svoji publikaciji iz leta 1847 Results of Astronomical Observations made at the Cape of Good Hope - Rezultati astronomskih opazovanj, opravljenih na Rtu dobrega upanja (). Lassell, ki je odkril Hiperiona dva dneva za Bondoma, je že sprejel Herschlov sistem poimenovanja in na podlagi tega predlagal ime Hiperion. Prav tako je svoje odkritje objavil pred Bondoma.

## Fizikalne značilnosti

### Oblika
Hiperion je eno od največjih nepravilnih (neseferičnih) teles v Sončevem sistemu (takoj za luno Proteus). Ena od možnih razlag pravi, da je Hiperion del od večjega telesa, ki se je razbil zaradi velikega udarca v daljni preteklosti. Največji krater na Hiperionu ima premer približno 120 km in je globok 10 km.

### Sestava
Kot večina Saturnovih lun ima tudi Hiperion majhno gostoto, kar verjetno pomeni, da je večinoma sestavljen iz vodnega ledu z le majhnim deležem kamnin. Hiperion bi lahko bil po svoji fizični sestavi podoben šibko povezanemu skupku razbitin. Ker pa ima v nasprotju z večino Saturnovih lun majhno odbojnost (0,2-0,3), kar kaže, da je pokrit z vsaj tanko plastjo temnega materiala. To bi lahko bil material iz lune Feba (ki je precej temnejša), ki je šla mimo Japeta. Hiperion je bolj rdeč od Febe, barva pa je zelo podobna barvi temnega materiala na Japetu.

### Površinske značilnosti
Voyager 2 je prešel Saturnov sistem, vendar je Hiperion fotografiral le iz razdalje. Lahko je razločil posamezne kraterje in velikanski greben, vendar ni mogel razločiti teksture površja lune. Prve slike s sonde Cassini so kazale na nenavaden izgled, vendar pa se je nenavadnost lune popolnoma odkrila šele ob edinem ciljanem mimoletu Hiperiona 25. septembra 2005.
Hiperion je popolnoma prekrit z globokimi kraterji z ostrimi robovi, ki dajejo videz velike spužve. Temen material zapolnjuje dno vsakega kraterja. Doslej ni bilo objavljenega še nič takega, kar bi pojasnilo te značilnosti.

## Vrtenje
Slike Voyagerja 2 in kasnejša fotometrija z Zemlje kaže, da je Hiperionovo vrtenje kaotično. To pomeni, da se njegova os vrtenja giblje na tak način, da je Hiperionova usmerjenost v vesolju nenapovedljiva. Hiperion je edina znana luna v Sončevem sistemu, ki se vrti kaotično, simulacije pa so pokazale, da so se nekateri drugi sateliti v preteklosti tudi lahko vrteli kaotično.
Med velikimi linami je edinstven v tem, da je zelo nepravilno oblikovan, ima precej izsreden tir in je blizu druge velike lune, Titana. Ti faktorji omejujejo nabor pogojev, pod katerimi je stabilno vrtenje mogoče. Orbitalna resonanca 3:4 med Titanom in Hiperionom prav tako naredi kaotično vrtenje bolj mogoče.
Nenavadno vrtenje je verjetno tudi vzrok temu, da je Hiperionovo površje bolj ali manj enakomerno v nasprotju z drugimi Saturnovimi lunami, ki imajo različne vodeče in sledeče poloble.